# Nicole Hansen
Nicole Hansen (* vor 1990 in Frankfurt am Main, Hessen) ist eine deutschamerikanische Schauspielerin, Produzentin und Unternehmerin.

## Leben
Hansen begann ihre Karriere im Filmgeschäft Ende der 1980er Jahre. Zunächst war sie in kleineren Rolle zu sehen, außerdem spielte sie in Musikvideos mit. 1993 war sie in der weiblichen Hauptrolle (Mary) des Low-Budget-Science-fiction-Films American Cyborg zu sehen, der 1992 von Boaz Davidson inszeniert wurde. Ab 1997 versuchte sich Hansen auch als Produzentin, während sie seither nur noch sporadisch als Schauspielerin tätig ist. Sie war in einigen Produktionen ihres damaligen Ehemannes zu sehen.
Derzeit ist Hansen als Präsidentin von Green Galaxy Enterprises tätig. 
Von 1996 bis 2011 war sie mit dem ebenfalls als Schauspieler sowie als Regisseur und auch Drehbuchautor tätigen Tony Spiridakis verheiratet. Gemeinsam haben sie zwei Kinder.

## Filmografie (Auswahl)
- 1989: Sleeping Car (The Sleeping Car)
- 1993: American Cyborg (American Cyborg: Steel Warrior)
- 1995: Soldier Boyz
- 1997: Der Hollywoodkiller (Tinseltown)
- 2004: Noise